# 背古詩做核酸
背古诗做核酸是中国大陆的一首儿歌，旨在推广为了防治2019冠状病毒病而开展的全民核酸检测活动。该儿歌作者是徐众，视频由民盟江苏省委直属的「驻天津新村社会服务基地」和天津新村社区党委联合制作，旨在为中国大陆抗疫提供正能量。儿歌引述中国古代诗人李白、苏轼等的诗句，并配以「做核酸」形成押韵。视频发布后引发众多网民批评。前教育部办公厅副主任、教育部发言人作家王旭明表示作者初衷也许不错，但将诗句和「做核酸」相连并不靠谱，人类的灾难也并不能用这种戏谑的方式讲述。目前该视频已经在微博被删除。